# 권보성
권보성(1989년 4월 1일 ~ )은 대한민국의 현 축구 지도자로 현재 K리그2 천안 시티의 피지컬 코치로 활동 중이다.

## 선수 시절
2013 시즌을 앞두고 구 K3리그 화성 FC의 창단 멤버로 합류하여 2013년 K3리그 플레이오프 진출에 일조했지만 1시즌만에 선수 생활을 마감했다.

## 지도자 경력

### 초기 경력
2016년부터 2017년까지 중국 슈퍼리그의 옌볜 푸더의 피지컬 코치를 역임하며 2016 시즌 9위라는 구단 역사상 중국 축구 최상위 리그 역대 최고 성적을 이끌었다.

### 수원 삼성 블루윙즈
2020 시즌을 앞두고 K리그1의 수원 삼성 블루윙즈의 피지컬 코치로 부임한 이후 2022 시즌까지 몸 담으며 2021년 K리그1 상위스플릿 진출을 이끄는 등 3시즌동안 수원의 K리그1 잔류에 이바지했다.

### 천안 시티
2023 시즌에는 K리그2의 성남 FC 피지컬 코치를 역임한 뒤 2024 시즌을 앞두고 같은 K리그2 소속팀인 천안 시티의 피지컬 코치로 부임했다.